# Spix-lappantyú
A Spix-lappantyú (Setopagis hirundinaceus) a madarak (Aves) osztályának a lappantyúalakúak (Caprimulgiformes) rendjéhez, ezen belül a lappantyúfélék (Caprimulgidae) családjához tartozó faj.

## Rendszerezése
A fajt Johann Baptist von Spix német ornitológus írta le 1837-ben, a Caprimulgus nembe Caprimulgus hirundinaceus néven.

## Alfajai
- Nyctipolus hirundinaceus cearae Cory, 1917
- Nyctipolus hirundinaceus hirundinaceus (von Spix, 1825)
- Nyctipolus hirundinaceus vielliardi (Ribon, 1995)

## Előfordulása
Dél-Amerikában, Brazília nyugati részén honos. Természetes élőhelyei a szubtrópusi vagy trópusi lombhullató erdők. Állandó, nem vonuló faj.

## Megjelenése
Testhossza 16–20 centiméter, testtömege 26 gramm körüli.

## Életmódja
Valószínűleg rovarokkal táplálkozik.

## Természetvédelmi helyzete
Az elterjedési területe rendkívül nagy, egyedszáma viszont csökken, de még nem éri el a kritikus szintet. A Természetvédelmi Világszövetség Vörös listáján nem fenyegetett fajként szerepel.